# Mistrzostwa Polski Seniorów w Lekkoatletyce 2017
93. Mistrzostwa Polski Seniorów w Lekkoatletyce – zawody lekkoatletyczne, które odbyły się między 21 a 23 lipca 2017 w Białymstoku.
Organizatora mistrzostw Zarząd Polskiego Związku Lekkiej Atletyki wybrał w październiku 2016.

## Rezultaty
| NR – rekord Polski \| CR – rekord mistrzostw Polski \| NUR – rekord Polski młodzieżowców (do lat 23) |
| NL – najlepszy tegoroczny wynik na polskich listach \| PB – rekord życiowy                           |

### Mężczyźni
| Konkurencja                   | 1. miejsce                                                                         | Rezultat    | 2. miejsce                                                                            | Rezultat       | 3. miejsce                                                                       | Rezultat   |
| Bieg na 100 m                 | Karol Zalewski KS AZS UWM Olsztyn                                                  | 10,27 SB    | Remigiusz Olszewski CWZS Zawisza Bydgoszcz                                            | 10,33 SB       | Dominik Kopeć KS Agros Zamość                                                    | 10,41      |
| Bieg na 200 m                 | Karol Zalewski KS AZS UWM Olsztyn                                                  | 20,69 SB    | Kamil Kryński KS Podlasie Białystok Rafał Omelko AZS AWF Wrocław                      | 21,12 SB 21,12 |                                                                                  |            |
| Bieg na 400 m                 | Rafał Omelko AZS AWF Wrocław                                                       | 45,67       | Kajetan Duszyński AZS Łódź                                                            | 46,16          | Dariusz Kowaluk AZS-AWF Warszawa                                                 | 46,40 PB   |
| Bieg na 800 m                 | Michał Rozmys UKS Barnim Goleniów                                                  | 1:45,70 PB  | Artur Kuciapski AZS-AWF Warszawa                                                      | 1:46,28 SB     | Grzegorz Kunc AZS AWF Kraków                                                     | 1:49,41 PB |
| Bieg na 1500 m                | Adam Kszczot RKS Łódź                                                              | 3:38,31 PB  | Marcin Lewandowski CWZS Zawisza Bydgoszcz                                             | 3:41,82        | Roman Kwiatkowski OKS Start Otwock                                               | 3:43,12 PB |
| Bieg na 5000 m                | Krystian Zalewski UKS Barnim Goleniów                                              | 13:53,45    | Damian Roszko KS Podlasie Białystok                                                   | 13:56,52 PB    | Szymon Kulka niestowarzyszony                                                    | 14:00,58   |
| Bieg na 3000 m z przeszkodami | Krystian Zalewski UKS Barnim Goleniów                                              | 8:34,89     | Łukasz Oślizło AZS-AWF Katowice                                                       | 8:44,10        | Tomasz Szymkowiak MKL Toruń                                                      | 8:51,39    |
| Bieg na 110 m przez płotki    | Damian Czykier KS Podlasie Białystok                                               | 13,44       | Dominik Bochenek CWZS Zawisza Bydgoszcz                                               | 13,83 SB       | Dominik Staśkiewicz STS Pomerania Szczecin                                       | 14,06 PB   |
| Bieg na 400 m przez płotki    | Patryk Dobek SKLA Sopot                                                            | 49,53       | Jakub Smoliński RLTL ZTE Radom                                                        | 50,46 SB       | Robert Bryliński OŚ AZS Poznań                                                   | 51,78      |
| Sztafeta 4 × 100 m            | KS Podlasie Białystok Łukasz Nabiałek Damian Czykier Adrian Kamiński Kamil Kryński | 39,76 SB    | KS Agros Zamość Marcin Tałacha Hubert Kalandyk Cezary Mirosław Dominik Kopeć          | 40,37 SB       | OŚ AZS Poznań Krzysztof Grześkowiak Artur Zaczek Jakub Gałandziej Eryk Hampel    | 40,64      |
| Sztafeta 4 × 400 m            | AZS AWF Wrocław Kacper Ambroży Mateusz Kozłowski Tomasz Sieradzan Rafał Omelko     | 3:08,72     | AZS-AWF Warszawa Dariusz Kowaluk Szymon Ogonowski Łukasz Ozdarski Artur Kuciapski     | 3:08,86 SB     | RLTL ZTE Radom Jakub Smoliński Piotr Szewczyk Robert Mnich Bartłomiej Czajkowski | 3:09,71    |
| Chód na 10 000 m              | Artur Brzozowski AZS-AWF Katowice                                                  | 40:17,91 SB | Jakub Jelonek AZS AWF Kraków                                                          | 41:10,22 SB    | Damian Błocki MKL Szczecin                                                       | 41:41,39   |
| Skok wzwyż                    | Sylwester Bednarek RKS Łódź                                                        | 2,30        | Norbert Kobielski MKS Inowrocław Wojciech Theiner AZS KU Politechniki Opolskiej Opole | 2,22           |                                                                                  |            |
| Skok o tyczce                 | Piotr Lisek OSOT Szczecin                                                          | 5,85 PB     | Paweł Wojciechowski CWZS Zawisza Bydgoszcz                                            | 5,70           | Mateusz Jerzy AZS-AWF Warszawa                                                   | 5,40 PB    |
| Skok w dal                    | Adrian Strzałkowski MKL Szczecin                                                   | 7,78 SB     | Tomasz Jaszczuk WLKS Nowe Iganie                                                      | 7,60           | Andrzej Kuch UMLKS Start Wieruszów                                               | 7,59       |
| Trójskok                      | Karol Hoffmann MKS Aleksandrów Łódzki                                              | 16,55       | Jan Kulmaczewski UKS Misiaczki Pruszków                                               | 15,67 PB       | Bartosz Bonecki AZS Łódź                                                         | 15,33 SB   |
| Pchnięcie kulą                | Michał Haratyk AZS AWF Kraków                                                      | 21,53 PB    | Konrad Bukowiecki PKS Gwardia Szczytno                                                | 20,21          | Jakub Szyszkowski WKS Śląsk Wrocław                                              | 20,18      |
| Rzut dyskiem                  | Robert Urbanek MKS Aleksandrów Łódzki                                              | 65,29       | Piotr Małachowski WKS Śląsk Wrocław                                                   | 64,44          | Bartłomiej Stój AZS KU Politechniki Opolskiej Opole                              | 61,41 SB   |
| Rzut młotem                   | Wojciech Nowicki KS Podlasie Białystok                                             | 80,47 PB    | Paweł Fajdek KS Agros Zamość                                                          | 78,64          | Arkadiusz Rogowski RKS Skra Warszawa                                             | 66,15 SB   |
| Rzut oszczepem                | Marcin Krukowski KS Warszawianka                                                   | 88,09       | Hubert Chmielak AZS-AWFiS Gdańsk                                                      | 79,50          | Łukasz Grzeszczuk KS Warszawianka                                                | 77,65      |

### Kobiety
| Konkurencja                   | 1. miejsce                                                                         | Rezultat    | 2. miejsce                                                                                           | Rezultat  | 3. miejsce                                                                          | Rezultat    |
| Bieg na 100 m                 | Ewa Swoboda AZS-AWF Katowice                                                       | 11,29 SB    | Marika Popowicz-Drapała CWZS Zawisza Bydgoszcz                                                       | 11,39 SB  | Karolina Zagajewska AZS Łódź                                                        | 11,58       |
| Bieg na 200 m                 | Anna Kiełbasińska SKLA Sopot                                                       | 23,27 SB    | Marika Popowicz-Drapała CWZS Zawisza Bydgoszcz                                                       | 23,42     | Adrianna Janowicz MKS Baszta Szamotuły                                              | 24,04       |
| Bieg na 400 m                 | Iga Baumgart BKS Bydgoszcz                                                         | 51,71 PB    | Małgorzata Hołub KL Bałtyk Koszalin                                                                  | 51,97 SB  | Martyna Dąbrowska UKS 19 Bojary Białystok                                           | 52,37       |
| Bieg na 800 m                 | Angelika Cichocka SKLA Sopot                                                       | 2:00,91 SB  | Joanna Jóźwik AZS-AWF Warszawa                                                                       | 2:01,58   | Paulina Mikiewicz-Łapińska KS Podlasie Białystok                                    | 2:02,96 SB  |
| Bieg na 1500 m                | Sofia Ennaoui MKL Szczecin                                                         | 4:16,56     | Danuta Cieślak KKS Victoria Stalowa Wola                                                             | 4:22,08   | Paulina Kaczyńska WMLKS Pomorze Stargard                                            | 4:22,70     |
| Bieg na 5000 m                | Katarzyna Rutkowska KS Podlasie Białystok                                          | 15:50,46 PB | Paulina Kaczyńska WMLKS Pomorze Stargard                                                             | 15:55,73  | Izabela Trzaskalska AZS UMCS Lublin                                                 | 16:03,89 PB |
| Bieg na 3000 m z przeszkodami | Matylda Kowal CWKS Resovia Rzeszów                                                 | 10:04,12    | Katarzyna Kowalska LKS Vectra Włocławek                                                              | 10:05,32  | Mariola Ślusarczyk UKS Barnim Goleniów                                              | 10:17,20    |
| Bieg na 100 m przez płotki    | Karolina Kołeczek MUKS Wisła Junior Sandomierz                                     | 13,17       | Urszula Bhebhe AZS-AWF Warszawa                                                                      | 13,42 =SB | Marlena Morton CWZS Zawisza Bydgoszcz                                               | 13,77       |
| Bieg na 400 m przez płotki    | Joanna Linkiewicz AZS AWF Wrocław                                                  | 56,00       | Emilia Ankiewicz AZS-AWF Warszawa                                                                    | 56,31 =SB | Klaudia Żurek AZS AWF Kraków                                                        | 57,79       |
| Sztafeta 4 × 100 m            | AZS AWF Wrocław Agata Forkasiewicz Ewa Ochocka Angelika Stępień Joanna Linkiewicz  | 45,23       | CWZS Zawisza Bydgoszcz Marlena Morton Marika Popowicz-Drapała Katarzyna Tuniewicz Katarzyna Sokólska | 45,34     | AZS Łódź Julia Rządzińska Katarzyna Flis Daria Kurz Karolina Zagajewska             | 45,90 SB    |
| Sztafeta 4 × 400 m            | AZS AWF Warszawa Dominika Muraszewska Weronika Wyka Emilia Ankiewicz Joanna Jóźwik | 3:31,33 SB  | AZS AWF Kraków Mariola Karaś Klaudia Żurek Joanna Banach Aleksandra Gaworska                         | 3:31,51   | AZS AWF Wrocław Zofia Wróblewska Anna Pałys Małgorzata Linkiewicz Joanna Linkiewicz | 3:40,14     |
| Chód na 5000 m                | Paulina Buziak LKS Stal Mielec                                                     | 22:20,99    | Katarzyna Golba AZS-AWF Katowice                                                                     | 22:33,55  | Agnieszka Ellward WKS Flota Gdynia                                                  | 23:12,05    |
| Skok wzwyż                    | Kamila Lićwinko KS Podlasie Białystok                                              | 1,95        | Urszula Gardzielewska AZS AWF Wrocław                                                                | 1,82      | Aneta Rydz RLTL ZTE Radom Paulina Wal AZS KU Politechniki Opolskiej Opole           | 1,78        |
| Skok o tyczce                 | Justyna Śmietanka AZS-AWF Warszawa                                                 | 4,30        | Kamila Przybyła CWZS Zawisza Bydgoszcz                                                               | 4,20      | Olga Frąckowiak AZS-AWFiS Gdańsk                                                    | 4,00        |
| Skok w dal                    | Anna Jagaciak-Michalska OŚ AZS Poznań                                              | 6,40        | Ewa Rosiak KS Stal Ostrów Wlkp.                                                                      | 6,25 SB   | Anna Kiljan RKS Skra Warszawa                                                       | 6,14 SB     |
| Trójskok                      | Anna Jagaciak-Michalska OŚ AZS Poznań                                              | 14,05       | Adrianna Szóstak SL Olimpia Poznań                                                                   | 12,83 SB  | Justyna Ostrowska AZS AWF Kraków                                                    | 12,73 SB    |
| Pchnięcie kulą                | Paulina Guba OKS Start Otwock                                                      | 17,92       | Klaudia Kardasz KS Podlasie Białystok                                                                | 17,53     | Aldona Żebrowska AZS AWF Kraków                                                     | 16,34 SB    |
| Rzut dyskiem                  | Lidia Augustyniak MKL Toruń                                                        | 58,43       | Daria Zabawska KS Podlasie Białystok                                                                 | 58,22     | Żaneta Glanc OŚ AZS Poznań                                                          | 58,01       |
| Rzut młotem                   | Anita Włodarczyk RKS Skra Warszawa                                                 | 80,79 SB    | Malwina Kopron AZS UMCS Lublin                                                                       | 75,11 PB  | Joanna Fiodorow OŚ AZS Poznań                                                       | 73,82 SB    |
| Rzut oszczepem                | Marcelina Witek KS Polanik Piotrów Tryb.                                           | 59,21       | Klaudia Maruszewska LKS Jantar Ustka                                                                 | 55,21     | Kamila Zdybał PKS Gwardia Szczytno                                                  | 54,46 PB    |

### Klasyfikacja medalowa mistrzostw
Stan po zakończeniu mistrzostw. Źródło: Domtel.sport.pl
| Miejsce | Klub                                | Złoto | Srebro | Brąz | Razem |
| 1.      | KS Podlasie Białystok               | 5     | 4      | 1    | 10    |
| 2.      | KS AZS AWF Wrocław                  | 4     | 2      | 1    | 7     |
| 3.      | UKS Barnim Goleniów                 | 3     |        | 1    | 4     |
| 4.      | SKLA Sopot                          | 3     |        |      | 3     |
| 5.      | AZS-AWF Warszawa                    | 2     | 5      | 2    | 9     |
| 6.      | AZS-AWF Katowice                    | 2     |        | 2    | 4     |
| 7.      | OŚ AZS Poznań                       | 2     |        | 4    | 6     |
| 8.      | MKL Szczecin                        | 2     |        | 1    | 3     |
| 9.      | KS AZS UWM Olsztyn                  | 2     |        |      | 2     |
| 9.      | MKS Aleksandrów Łódzki              | 2     |        |      | 2     |
| 9.      | RKS Łódź                            | 2     |        |      | 2     |
| 12.     | KS AZS AWF Kraków                   | 1     | 2      | 4    | 7     |
| 13.     | RKS Skra Warszawa                   | 1     |        | 2    | 3     |
| 14.     | KS Warszawianka W-wa                | 1     |        | 1    | 2     |
| 14.     | MKL Toruń                           | 1     |        | 1    | 2     |
| 14.     | OKS Start Otwock                    | 1     |        | 1    | 2     |
| 17.     | BKS Bydgoszcz                       | 1     |        |      | 1     |
| 17.     | CWKS Resovia                        | 1     |        |      | 1     |
| 17.     | KS Polanik Piotrków Trybunalski     | 1     |        |      | 1     |
| 17.     | LKS Stal Mielec                     | 1     |        |      | 1     |
| 17.     | MUKS Wisła Junior Sandomierz        | 1     |        |      | 1     |
| 17.     | OSOT Szczecin                       | 1     |        |      | 1     |
| 23.     | CWZS Zawisza Bydgoszcz              |       | 8      | 1    | 9     |
| 24.     | KS Agros Zamość                     |       | 2      | 1    | 3     |
| 25.     | AZS Łódź                            |       | 1      | 3    | 4     |
| 26.     | AZS KU Politechniki Opolskiej Opole |       | 1      | 2    | 3     |
| 26.     | RLTL ZTE Radom                      |       | 1      | 2    | 3     |
| 28.     | AZS UMCS Lublin                     |       | 1      | 1    | 2     |
| 28.     | AZS-AWFiS Gdańsk                    |       | 1      | 1    | 2     |
| 28.     | PKS Gwardia Szczytno                |       | 1      | 1    | 2     |
| 28.     | WKS Śląsk Wrocław                   |       | 1      | 1    | 2     |
| 28.     | WMLKS Pomorze Stargard              |       | 1      | 1    | 2     |
| 33.     | KKS Victoria Stalowa Wola           |       | 1      |      | 1     |
| 33.     | KL Bałtyk Koszalin                  |       | 1      |      | 1     |
| 33.     | KS Stal Ostrów Wlkp.                |       | 1      |      | 1     |
| 33.     | LKS Jantar Ustka                    |       | 1      |      | 1     |
| 33.     | LKS Vectra Włocławek                |       | 1      |      | 1     |
| 33.     | MKS Inowrocław                      |       | 1      |      | 1     |
| 33.     | SL Olimpia Poznań                   |       | 1      |      | 1     |
| 33.     | UKS Misiaczki Pruszków              |       | 1      |      | 1     |
| 33.     | WLKS Nowe Iganie                    |       | 1      |      | 1     |
| 42.     | MKS Baszta Szamotuły                |       |        | 1    | 1     |
| 42.     | STS Pomerania Szczecin              |       |        | 1    | 1     |
| 42.     | UKS 19 Bojary Białystok             |       |        | 1    | 1     |
| 42.     | UMLKS START Wieruszów               |       |        | 1    | 1     |
| 42.     | WKS Flota Gdynia                    |       |        | 1    | 1     |
| 42.     | niestowarzyszony                    |       |        | 1    | 1     |

## Biegi przełajowe
89. mistrzostwa Polski w biegach przełajowych zostały rozegrane 11 marca w Jeleniej Górze.

### Mężczyźni
| Konkurencja             | 1. miejsce                                | Rezultat | 2. miejsce                                     | Rezultat | 3. miejsce                           | Rezultat |
| Bieg przełajowy (4 km)  | Arkadiusz Gardzielewski WKS Śląsk Wrocław | 11:43    | Mateusz Demczyszak LŁKS Prefbet Śniadowo Łomża | 11:51    | Michał Rozmys UKS Barnim Goleniów    | 11:54    |
| Bieg przełajowy (10 km) | Tomasz Grycko UKS Bliza Władysławowo      | 30:02    | Marek Kowalski GKS Żukowo                      | 30:31    | Mariusz Giżyński WKS Grunwald Poznań | 30:36    |

### Kobiety
| Konkurencja            | 1. miejsce                                | Rezultat | 2. miejsce                              | Rezultat | 3. miejsce                   | Rezultat |
| Bieg przełajowy (5 km) | Katarzyna Rutkowska KS Podlasie Białystok | 16:41    | Katarzyna Kowalska LKS Vectra Włocławek | 16:57    | Angelika Cichocka SKLA Sopot | 17:10    |

## Chód na 50 km
Zawody o mistrzostwo Polski mężczyzn w chodzie na 50 kilometrów odbyły się w słowackiej miejscowości Dudince 25 marca w ramach mityngu Dudinská Päťdesiatka.
| Konkurencja   | 1. miejsce                     | Rezultat | 2. miejsce                     | Rezultat | 3. miejsce                        | Rezultat |
| Chód na 50 km | Rafał Augustyn LKS Stal Mielec | 3:44:42  | Adrian Błocki AZS-AWF Katowice | 3:48:38  | Rafał Fedaczyński AZS UMCS Lublin | 3:48:56  |

## Maraton
87. mistrzostwa Polski mężczyzn w biegu maratońskim rozegrane zostały 23 kwietnia w Warszawie w ramach piątej edycji Orlen Warsaw Marathon. 37. mistrzostwa Polski kobiet w biegu maratońskim odbyły się 2 kwietnia w ramach 44. Maratonu Dębno.
| Konkurencja | 1. miejsce                              | Rezultat | 2. miejsce                                       | Rezultat | 3. miejsce                      | Rezultat |
| Mężczyźni   | Artur Kozłowski MULKS MOS Sieradz       | 2:12:38  | Przemysław Dąbrowski LŁKS Prefbet Śniadowo Łomża | 2:26:30  | Radosław Kasprzak TL ROW Rybnik | 2:30:52  |
| Kobiety     | Dominika Stelmach RK Athletics Warszawa | 2:41:13  | Paulina Golec AZS-AWF Kraków                     | 2:41:41  | Arleta Meloch Olimpia Grudziądz | 2:44:46  |

## Bieg na 10 000 m
Mistrzostwa Polski w biegu na 10 000 metrów zostały rozegrane 29 kwietnia w Rybniku.
| Konkurencja | 1. miejsce                                | Rezultat | 2. miejsce                             | Rezultat | 3. miejsce                    | Rezultat |
| Mężczyźni   | Arkadiusz Gardzielewski WKS Śląsk Wrocław | 29:09,16 | Adam Nowicki MKL Szczecin              | 29:18,32 | Dawid Malina TL ROW Rybnik    | 29:27,10 |
| Kobiety     | Katarzyna Rutkowska Podlasie Białystok    | 33:42,49 | Iwona Bernardelli LKS Vectra Włocławek | 33:48,74 | Angelika Mach AZS UMCS Lublin | 34:23,43 |

## Wieloboje
Mistrzostwa Polski w wielobojach zostały rozegrane 3 i 4 czerwca w Krakowie.
| Konkurencja            | 1. miejsce                                   | Rezultat     | 2. miejsce                                             | Rezultat     | 3. miejsce                       | Rezultat     |
| Dziesięciobój mężczyzn | Rafał Abramowski AZS-AWF Warszawa            | 7358 pkt. PB | Jacek Chochorowski AZS KU Politechniki Opolskiej Opole | 7041 pkt. PB | Michał Krawczyk AZS-AWF Warszawa | 6721 pkt.    |
| Siedmiobój kobiet      | Izabela Mikołajczyk KS Warszawianka Warszawa | 5895 pkt.    | Paulina Ligarska SKLA Sopot                            | 5473 pkt. PB | Marika Marlicka AZS-AWF Warszawa | 5264 pkt. PB |

## Chód na 20 km
Zawody o mistrzostwo Polski kobiet i mężczyzn w chodzie na 20 kilometrów odbyły się 18 czerwca w Nowej Dębie.
| Konkurencja | 1. miejsce                        | Rezultat | 2. miejsce                       | Rezultat | 3. miejsce                         | Rezultat |
| Mężczyźni   | Artur Brzozowski AZS-AWF Katowice | 1:23:55  | Damian Błocki MKL Szczecin       | 1:24:00  | Rafał Fedaczyński AZS UMCS Lublin  | 1:24:11  |
| Kobiety     | Paulina Buziak LKS Stal Mielec    | 1:36:08  | Katarzyna Golba AZS-AWF Katowice | 1:38:41  | Agnieszka Ellward WKS Flota Gdynia | 1:39:39  |

## Półmaraton
26. Mistrzostwa Polski w półmaratonie zostały rozegrane 3 września w Pile.
| Konkurencja | 1. miejsce                                | Rezultat | 2. miejsce                                         | Rezultat | 3. miejsce                             | Rezultat |
| Mężczyźni   | Arkadiusz Gardzielewski WKS Śląsk Wrocław | 1:05:32  | Dawid Malina TL ROW Rybnik                         | 1:07:09  | Robert Głowala GKS Wilga Garwolin      | 1:07:17  |
| Kobiety     | Ewa Jagielska LKS Ostrowianka Ostrów Maz. | 1:17:15  | Olga Kalendarowa-Ochal LŁKS Prefbet Śniadowo Łomża | 1:17:17  | Aleksandra Lisowska KS AZS UWM Olsztyn | 1:17:26  |

## Bieg na 5 km
6. mistrzostwa Polski mężczyzn w biegu ulicznym na 5 kilometrów zostały rozegrane 27 sierpnia w Siedlcach. Mistrzostwa kobiet rozegrane zostały 17 września w Kleszczowie.
| Konkurencja | 1. miejsce                                | Rezultat | 2. miejsce                                     | Rezultat | 3. miejsce                        | Rezultat |
| Mężczyźni   | Tomasz Grycko UKS Bliza Władysławowo      | 14:27    | Mateusz Demczyszak LŁKS Prefbet Śniadowo Łomża | 14:31    | Robert Głowala GKS Wilga Garwolin | 14:41    |
| Kobiety     | Ewa Jagielska LKS Ostrowianka Ostrów Maz. | 16:23    | Aleksandra Brzezińska MKL Toruń                | 16:30    | Angelika Mach AZS UMCS Lublin     | 16:39    |

## Bieg na 10 km
8. Mistrzostwa Polski w biegu ulicznym na 10 kilometrów mężczyzn zostały rozegrane 5 sierpnia w Gdańsku w ramach edycji 24. biegu św. Dominika. 6. mistrzostwa kobiet odbyły się 26 sierpnia w Łodzi.
| Konkurencja | 1. miejsce                                | Rezultat | 2. miejsce                                | Rezultat | 3. miejsce                      | Rezultat |
| Mężczyźni   | Marcin Chabowski STS Pomerania Szczecinek | 29:14    | Artur Kozłowski MULKS MOS Sieradz         | 29:47    | Szymon Kulka niestowarzyszony   | 29:51    |
| Kobiety     | Izabela Trzaskalska AZS UMCS Lublin       | 34:31    | Ewa Jagielska LKS Ostrowianka Ostrów Maz. | 34:45    | Aleksandra Brzezińska MKL Toruń | 34:54    |

## Bieg 24-godzinny
Mistrzostwa Polski w biegu 24-godzinnym (ultramaratonie) zostały rozegrane 8/9 kwietnia w Łodzi.
| Konkurencja | 1. miejsce                            | Rezultat   | 2. miejsce                                | Rezultat   | 3. miejsce                         | Rezultat   |
| Kobiety     | Patrycja Bereznowska AZS AWF Katowice | 256,246 km | Aleksandra Niwińska LKS Olymp Błonie      | 245,101 km | Agata Matejczuk KS Alaska Łódź     | 230,037 km |
| Mężczyźni   | Andrzej Radzikowski LKS Olymp Błonie  | 258,228 km | Sebastian Białobrzeski UKS Cityzen Poznań | 249,633 km | Roman Elwart KS Ziemi Puckiej Puck | 241,708 km |